# M/S Regal Star
M/S Regal Star är ett lastfartyg ägt av Tallink som går mellan Kapellskär och Paldiski (Estland)

## Historia
- Den 4 - 5 mars 2010: Fastnade Regal Star i isen nära ön Tjärven i Stockholms skärgård nära färjeläget Kapellskär. Fartyget kom loss på morgonen.
- Den 16 juni 2010: Insatt mellan Stockholm och Åbo som lastfartyg.
- 2012: Kapellskär - Paldiski (Estland) som lastfartyg.

## Tekniska data
- Byggd 2000 av Palumba S.p.A., Neapel, Italien. (Sjösatt 1993 vid Sudostroitelnyy Zavod Severnaya Verf, St Petersburg, Ryssland). Varvsnummer. 668.
- Dimensioner. 146,20 x 23,80 x 6,50 m. GT/ DWT. 15281/ 7045.
- Maskineri. Två B&W 6DPH45/120-7 dieslar. Effekt. 8700 kW. Knop. 18,0.
- Passagerare. 80. Hyttplaster. 80.
- Lastmeter. 1740.